# Coupe Memorial 1935
Navigation
Édition précédente Édition suivante
La finale de l'édition 1935 de la Coupe Memorial est présentée au Shea's Amphitheatre de Winnipeg au Manitoba. Le tournoi est disputé dans une série au meilleur de trois rencontres entre le vainqueur du trophée George T. Richardson, remis à l'équipe championne de l'est du Canada et le vainqueur de la Coupe Abbott remis au champion de l'ouest du pays.

## Équipes participantes
- Les Cub Wolves de Sudbury de l'Association de hockey du nord de l'Ontario, en tant que vainqueurs du trophée George T. Richardson.
- Les Monarchs de Winnipeg de la Ligue de hockey junior du Manitoba en tant que vainqueurs de la Coupe Abbott.

### Résultats
| Match | Vainqueur             | Résultat | Perdant               | Lieu                           |
| ----- | --------------------- | -------- | --------------------- | ------------------------------ |
| 1     | Monarchs de Winnipeg  | 7-6      | Cub Wolves de Sudbury | Shea's Amphitheatre (Winnipeg) |
| 2     | Cub Wolves de Sudbury | 7-2      | Monarchs de Winnipeg  | MapShea's Amphitheatre         |
| 3     | Monarchs de Winnipeg  | 4-1      | Cub Wolves de Sudbury | Shea's Amphitheatre            |

## Effectifs
Voici la liste des joueurs des Monarchs de Winnipeg, équipe championne du tournoi 1935 :
- Entraîneur : Harry Neil
- Joueurs : Ken Barker, Pete Belanger, Jack Boyd, Wilf Field, Paul Gauthier, Burr Keenan, Joe Krol, Romeo Martel, Ike Prokaski, Paul Rheault, Fred White.